# Panicum pusillum
Panicum pusillum är en gräsart som beskrevs av Joseph Dalton Hooker. Panicum pusillum ingår i släktet vipphirser, och familjen gräs. Inga underarter finns listade i Catalogue of Life.